# Lasioglossum euxanthopus
Lasioglossum euxanthopus är en biart som beskrevs av Pesenko 1986. Lasioglossum euxanthopus ingår i släktet smalbin, och familjen vägbin. Inga underarter finns listade i Catalogue of Life.